# 가와카미촌 (오사카부)
가와카미촌(일본어: 川上村)은 일본 오사카부 미나미카와치군에 설치되었던 촌이다. 현재의 가와치나가노시 동부에 해당한다.